# Alan Bircher
Alan Bircher (Reino Unido, 21 de septiembre de 1981) es un nadador británico especializado en pruebas de larga distancia en aguas abiertas, donde consiguió ser subcampeón mundial en 2004 en los 10 kilómetros en aguas abiertas.

## Carrera deportiva
En el Campeonato Mundial de Natación en Aguas Abiertas de 2004 celebrado en Dubái (Emiratos Árabes Unidos), ganó la medalla de plata en los 10 kilómetros en aguas abiertas, con un tiempo de 1:54:44 segundos, tras el alemán Thomas Lurz (oro con 1:54:38 segundos) y por delante del ruso Danil Serebrennikov (bronce con 1:55:02 segundos).